# 우지 (가수)
우지(Woozi, 본명: 이지훈, 李知勳, 1996년 11월 22일 ~ )는 대한민국의 보이 그룹 세븐틴의 보컬팀의 리더, 리드보컬, 음악 프로듀서, 작사가, 작곡가를 맡고 있다. 세븐틴 음악의 전반적인 부분을 담당하며 팀 내에서 음악 프로듀서로 활동하고 있다.

## 학력
- 수영초등학교 (졸업)
- 대청중학교 (졸업)
- 한림연예예술고등학교 영상제작과 (졸업)
- 한양대학교 미래인재교육원  (실용음악학전공 K-POP과정 / 졸업)
- 안양대학교 일반대학원 (경영학 통합과정 / 재학)

## 음반 활동
2022년 솔로앨범 RUBY를 발매

### OST
- Miracle 조선로코-녹두전 (2019년)
- Sweetest Thing 초콜릿 (2019년)

### 작사
- 세븐틴 《17 CARAT》 〈Ah Yeah〉
- 세븐틴 《BOYS BE》 〈표정관리〉
- 세븐틴 《LOVE & LETTER》 〈예쁘다〉
- 에일리 《A New Empire》 〈Feelin〉
- 에일리 《A New Empire》 〈Live or Die〉
- 세븐틴 《Going SEVENTEEN》 〈글쎄〉
- 세븐틴 《Going SEVENTEEN》 〈웃음꽃〉
- 세븐틴 《Going SEVENTEEN》 〈몰래듣지마요〉
- 아이오아이 〈소나기〉
- BUMZU, 한동근 〈Forever Young〉
- 뉴이스트 W 〈지금까지 행복했어요 (BAEKHO SOLO)〉
- 그 외 거의 모든 세븐틴 타이틀곡과 수록곡

### 작사 및 작곡
- 세븐틴 《17 CARAT》 〈Shining Diamond〉
- 세븐틴 《17 CARAT》 〈Jam Jam〉
- 세븐틴 《17 CARAT》 〈20〉
- 세븐틴 《BOYS BE》 〈만세〉
- 세븐틴 《BOYS BE》 〈어른이 되면〉
- 세븐틴 《Q&A》 〈Q&A〉
- 세븐틴 《FIRST LOVE & FIRST LETTER》 〈사랑쪽지〉
- 세븐틴 《Love&Letter Repackage Album》 〈예쁘다〉
- 세븐틴 《GOING SEVENTEEN》 〈붐붐〉
- 세븐틴 《GOING SEVENTEEN》 〈몰래듣지마요〉
- 세븐틴 《Going SEVENTEEN》 〈웃음꽃〉
- 세븐틴 《Going SEVENTEEN》 〈글쎄〉
- 아이오아이 〈소나기〉
- 세븐틴 《Al1》 〈울고 싶지 않아〉
- 세븐틴 《Al1》 〈입버릇〉
- 세븐틴 《Al1》 〈My I〉
- 세븐틴 《Al1》 〈Crazy In Love〉
- 뉴이스트W 《W, HERE》 〈지금까지 행복했어요 (BAEKHO SOLO)〉
- 세븐틴 《TEEN AGE》 〈CHANGE UP〉
- 세븐틴 《TEEN AGE》 〈모자를 눌러 쓰고〉
- 세븐틴 《TEEN AGE》 〈박수〉
- 세븐틴 《TEEN AGE》 〈날 쏘고 가라〉
- 세븐틴 《TEEN AGE》 〈13월의 춤〉
- 세븐틴 《TEEN AGE》 〈바람개비〉
- 세븐틴 《TEEN AGE》 〈ROCKET〉
- 세븐틴 《TEEN AGE》 〈캠프파이어〉
- 세븐틴 《DIRECTOR'S CUT》 〈Thinkin'about you〉
- 세븐틴 《DIRECTOR'S CUT》 〈고맙다〉
- 세븐틴 《DIRECTOR'S CUT》 〈지금 널 찾아가고 있어〉
- 세븐틴 《DIRECTOR'S CUT》 〈Faling For U〉
- 세븐틴 《스페셜 유닛 부석순》 〈거침없이〉
- 세븐틴 《일본싱글앨범: WE MAKE YOU》 〈CALL CALL CALL!〉
- 세븐틴 《일본싱글앨범: WE MAKE YOU》 〈20 (Japanese ver.)〉
- 세븐틴 《일본싱글앨범: WE MAKE YOU》 〈Love Letter (Japanese ver.)〉
- 세븐틴 《미니앨범 5집 : You Make My Day》 〈어쩌나〉
- 세븐틴 《미니앨범 5집 : You Make My Day》 〈우리의 새벽은 낮보다 뜨겁다〉
- 세븐틴 《미니앨범 5집 : You Make My Day》 〈나에게로 와〉
- 세븐틴 《미니앨범 5집 : You Make My Day》 〈MOONWALKER〉
- 세븐틴 《A-TEEN OST Part 3》 〈A-TEEN〉
- BUMZU 《PROJECT SINGLE》 〈그리워 안 해〉
- 세븐틴 《미니앨범 6집 : You Make My Dawn》 〈Home〉
- 세븐틴 《미니앨범 6집 : You Make My Dawn》 〈숨이 차〉
- 세븐틴 《미니앨범 6집 : You Make My Dawn》 〈포옹〉
- 세븐틴 《미니앨범 6집 : You Make My Dawn》 〈Good to ME〉
- 세븐틴 《일본싱글앨범: Happy Ending》 〈Happy Ending〉
- 세븐틴 《일본싱글앨범: Happy Ending》 〈Oh my! (Japanese ver.)〉
- 세븐틴 《일본싱글앨범: Happy Ending》 〈Healing (Japanese ver.)〉
- 세븐틴 《HIT》 〈HIT〉
- 세븐틴 《An Ode》 〈거짓말을 해〉
- 세븐틴 《An Ode》 〈독 : Fear〉
- 세븐틴 《An Ode》 〈Let me hear you say〉
- 세븐틴 《An Ode》 〈247〉
- 세븐틴 《An Ode》 〈Second Life〉
- 세븐틴 《An Ode》 〈Network Love〉
- 세븐틴 《An Ode》 〈Lucky〉
- 세븐틴 《An Ode》 〈Snap Shoot〉
- 세븐틴 《An Ode》 〈Happy Ending (Korea ver.)〉

### 작사, 작곡 및 편곡
- 세븐틴 《17 CARAT》 〈아낀다〉
- 세븐틴 《FIRST LOVE & FIRST LETTER》 〈예쁘다〉
- 세븐틴 《미니앨범 5집 : You Make My Day》 〈나에게로 와〉
- 프로미스나인 《FUN FACTORY》〈LOVE RUMPUMPUM〉

## 가수 외 활동

### 라디오
- 2015년 SBS 파워FM 《영스트리트》
- 2015년 KBS Cool FM 《케이팝플래닛》 - DJ
- 2015년 MBC 표준FM 《허경환의 별이 빛나는 밤에》

### 뮤직 비디오
- 2012년 뉴이스트 〈 FACE 〉
- 2012년 헬로비너스 〈 Venus 〉his wife and children 👦

### 웹예능
- 2023년, 2025년 유튜브 《나영석의 와글와글》 - 게스트
- 2024년 유튜브 《소통의 神》 - 게스트

## 수상 목록
- 2021년 제6회 아시아 아티스트 어워즈 베스트 프로듀서상

## 참고
2019년 한국음악저작권협회 정회원으로 승격되었다.
1. ↑  “아이돌 히트작곡가 시대..지코·우지·비아이 한음저협 정회원 승격”.